# Jetrnocelični rak
Jetrnocelični rak (JR) ali karcinom jetrnih celic ali hepatocelularni karcinom je najpogostejši primarni rak jeter. Pojavlja se predvsem pri bolnikih s kroničnimi boleznimi jeter in cirozo. Širi se z vraščanjem v okolico, znotrajjetrno po portalnih venah in z oddaljenimi zasevki. Običajno ga ugotovijo pozno, srednje preživetje po postavitvi diagnoze je od 6 do 20 mesecev. Zdravljenje temelji na radikalni operaciji jeter, za katero večina bolnikov zaradi obsega tumorja ali stopnje okvare jeter ni primerna.
JR je danes v svetovnem merilu na tretjem mestu po številu smrti zaradi raka, za njim je obolelih več kot 500.000 ljudi. Najvišjo incidenco dosega v Aziji in Afriki, kjer sta endemsko razširjena dejavnika za pojav kroničnega obolenja jeter in razvoja JR hepatitis B in hepatitis C. V zadnjih desetletjih se je izid JR zelo izboljšal. V preteklosti so ga odkrivali v napredovali fazi, ko se je pokazal z bolečinami v zgornjem desnem delu trebuha, izgubo telesne mase in znaki izčrpane bolezni jeter. Danes ga vse pogosteje prepoznavajo v zgodnejših fazah, kar omogočajo rutinsko presejanje bolnikov z znano cirozo, slikovna diagnostika in serumske meritve alfa-fetoproteinov (AFP).
JR se lahko širi limfogeno in hematogeno. Pogosto se širi znotraj jeter po portalnih venah, hitrost širjenja narašča z velikostjo tumorja. Tumorsko vraščanje v skupni glavni žolčevod je klinično redko, ugotovijo ga pri 5 % obdukcij. Po raziskavah so najpogostejše mesto zunajjetrnih zasevkov (47 % metastatskega JR) pljuča, sledijo jim bezgavke (45 %), kosti (37 %) in nadledvičnice (12 %).
Pričakovano breme JR se bo v naslednjih letih še povečevalo. Incidenca JR, povezanega s hepatitisom C, naj bi vrh dosegla leta 2020. Pogostejša je tudi ciroza, ki nastane zaradi nealkoholne maščobne bolezni jeter in nealkoholnega steatohepatitisa. Ta običajno nastane v okviru presnovnega sindroma, ki zajema debelost, arterijsko hipertenzijo, sladkorno bolezen tipa 2 in motnje presnove maščob.
Pri nekaterih bolnikih lahko ozdravitev dosežemo z operacijo jeter, vendar je to pogosto začasna pomoč. Številni bolniki za operacijo niso primerni zaradi bolezni v napredovalem stadiju ob postavitvi diagnoze ali stopnje okvare jeter. Idealno bi bilo, če bi jih lahko zdravili s presaditvijo jeter, vendar je na voljo maloštevilnim bolnikom. Celo v razvitem svetu pomeni glavno omejitev pomanjkanje organov. V tem primeru lahko podaljšajo življenje in omogočijo paliacijo lokalne ablacijske tehnike, kot je radiofrekvenčna ablacija (RFA), transarterijska kemoembolizacija (TAKE) in novi citostatiki.

## Klinična slika
JR je danes navadno odkrit zaradi rutinskega presejanja bolnikov s kronično jetrno boleznijo. Simptomatski tumor lahko bolniki otipajo, povzroča občutek pritiska v zgornjem delu trebuha ali neznačilne težave, ki izvirajo iz trebuha. Tumor je lahko dobro omejena lezija ali pa raste razpršeno, zato ga je v slikovni diagnostiki težko razločiti od okolnega cirotičnega jetrnega tkiva ali obnovitvenih vozličev. Kadar se tumor razpoči, krvavitev pogosto vodi v šokovno stanje.
Učinek mase tumorja lahko vodi do zapore odtoka žolča ali vpliva na jetrno žilje. Brez radikalne operacije, ablacije ali presaditve vodi v jetrno odpoved in smrt.

## Diagnostika
Laboratorijska ocena bolnikov z novoodkritim JR naj vključuje teste za oceno hudosti osnovne jetrne bolezni in razjasnitev etiologije.
Ultrazvok ima kot presejalna metoda 60-odstotno občutljivost in 97-odstotno specifičnost v populaciji bolnikov s cirozo in je stroškovno učinkovit. Najdbe lahko potrdijo nadaljnje slikovne preiskave in potencialna biopsija.
Na CT-ju daje JR videz vozliča z zgodnjo okrepitvijo v arterijski fazi in s hitrim izplavljanjem kontrasta v portalni venski fazi trifaznega kontrastnega slikanja. Magnetna resonanca prikaže visok signal na T2.

### Laboratorijske preiskave
Izid pri bolnikih z napredovalim JR je slab, zato je zgodnja diagnoza bistvena za učinkovito zdravljenje. Ta je na splošno rezultat rutinskega presejanja bolnikov z visokim tveganjem. To so bolniki s cirozo zaradi hepatitisa C ali hepatitisa B, bolniki s hemokromatozo, pomanjkanjem α-1-antitripsina ali bolniki, ki prekomerno uživajo alkohol.
Za bolnike s cirozo trenutna priporočila vključujejo tridimenzionalno slikanje vsakih 6–12 mesecev in meritev AFP. Zaradi presejanja bolnikov z visokim tveganjem dosega delež z operacijo ozdravljivih JR 30–50 %, kar je skoraj dvakratnik nepresejane populacije.
Kljub pomembnemu tveganju za ponovitev, tudi pri zdravljenih bolnikih, je v tej populaciji presejanje stroškovno učinkovito.
Ker je meritev serumskega AFP poceni in preprosta, se zdi to privlačna možnost presejanja. Žal je občutljivost metode samo 40–64 %, saj mnogi tumorji ne proizvajajo AFP ali ga samo v zelo napredovali fazi. AFP je lahko tudi napačno interpretiran.
AFP proizvajajo tumorji ali obnavljajoče se jetrne celice. Pogosto je povišan pri kroničnem aktivnem hepatitisu C (vrednosti 165–247 IU/mL niso nenavadne), vendar niha in ne narašča stalno. Povišan je lahko tudi zaradi drugih stanj, npr. po operaciji jeter (prehodno, dokler obnovitev ni končana), v okrevanju po toksični poškodbi, ali v serokonverziji pri hepatitisu B (tipično povzroči prehodno poslabšanje vnetja).
Vrednosti, večje od 330 IU/mL, so diagnostične za JR v pravem kliničnem kontekstu, vključno s slikovno diagnostiko.
| AFP (IU/mL)              | Interpretacija |
| ------------------------ | --- |
| >330–413                 | JR je verjeten ob vsaj 1 leziji v cirotičnih jetrih ali se raven hitro zvišuje |
| 11,2–330                 | - Pogosto ob obnavljanju ali vnetju (običajno pri bolnikih s povišanimi transaminazami in hepatitisom C), - obnavljanje po jetrni operaciji, - ob prisotnosti jetrne lezije in normalnih transaminazah je sumljivo za JR. |
| Normalna vrednost < 11,2 | Ne izključuje JR (cirotična ali necirotična jetra) |

Laboratorijske najdbe, ki kažejo na ali potrjujejo hudost bolezni: 
- Anemija: nizek hemoglobin je lahko povezan s krvavitvijo iz varic ali drugih mest.
- Trombocitopenija: število trombocitov, nižje od 100.000×109/L kaže na hudo portalno hipertenzijo ali splenomegalijo.
- Hiponatriemija: pogosta je pri bolnikih s cirozo in ascitesom in je lahko znak napredovale jetrne bolezni.
- Povišana raven serumskega kreatinina lahko kaže na intrinzično ledvično bolezen ali hepatorenalni sindrom.
- Podaljšan protrombinski čas ali povišan INR kažeta na hudo okvaro jetrne funkcije.
- Povišani jetrni encimi kažejo na aktivni hepatitis zaradi virusne okužbe, uživanja alkohola ali drugih vzrokov.
- Povišan bilirubin navadno kaže na napredovalo jetrno bolezen.
- Hipoglikemija lahko kaže na napredovalo jetrno bolezen (ni več zalog glikogena).[2]

Laboratorijske najdbe, povezane z določeno bolezensko etiologijo: 
- Povrhnji antigeni virusa hepatitisa B (HBsAg) ali protitelesa anti-HBc – okužba s hepatitisom B.
- anti-HCV – pretekla ali trenutno prisotna okužba z virusom hepatitisa C.
- Povišana nasičenost železa (> 50 %) – hemokromatoza.
- Nizka raven α1-antitripsina: pomanjkanje α1-antitripsina.[2]

Tumorski/paraneoplastični pojavi:
- Povišan AFP (za interpretacijo glej zgornjo tabelo).
- Hiperkalcemija: ektopična produkcija paratiroidnega hormona je možna pri 5–10 % bolnikov z JR.
- Trombocitoza (normalno število ali hiter porast v številu trombocitov pri bolnikih z znano trombocitopenijo).[2]

### Slikovne preiskave

#### Ultrazvok
Čeprav je dobra metoda za presejanje, ne daje dovolj anatomskih podrobnosti za načrtovanje operacije ali ablacije. Občutljivost preiskave znaša 60 %, saj ne zazna majhnih lezij.
Ultrazvočna identifikacija JR je lahko zahtevna v prisotnosti obnovitvenih vozličev v cirotičnih jetrih. Na splošno se JR pojavlja kot okrogla ali ovalna masa, z dobro vidnimi in gladkimi mejami. Lezije imajo različen razpon ehogenosti, od hipoehogenih so hiperehogenih, odvisno od okolnega parenhima in stopnje steatoze. Meja med JR in jetri lahko postane nerazpoznavna. Raba Dopplerske analize je lahko v pomoč, saj ima JR arterijsko oskrbo in neovaskularizacijo.

#### CT
CT trebuha v treh fazah (nativna, arterijska in venska faza) je zelo točen v diagnostiki in karakterizaciji JR, vendar podobno kot ultrazvok ne prikaže manjših lezij. Njegova občutljivost je 68 % in specifičnost 93 %. Pomanjkljivosti so visoka cena, izpostavljenost sevanju in potreba po jodovem kontrastnem sredstvu.
Tipičen izvid JR vključuje hipervaskularni vzorec z arterijsko ojačitvijo in hitrim izplavljanjem kontrasta med vensko fazo.
Obnovitveni vozliči so izoatenuirajoči ali hipoatenuirajoči glede na preostali parenhim. Druge značilnosti, ki podpirajo to diagnozo, vključujejo prikaz tumorske ovojnice, notranjega mozaika, ki izhaja iz različne atenuacije tumorja, in vraščanje v veje portalne vene. Bolje so vidne na velikih lezijah; manjše se na CT-ju pogosto spregleda.

#### Magnetna resonanca
Slikanje z magnetno resonanco je odlična metoda za karakterizacijo JR brez sevanja. Občutljivost je 81 % in specifičnost 85 %.
JR kaže raznolike lastnosti, odvisne od arhitekture tumorja, stopnje ter količine intramuralne maščobe in glikogena. Lezije so od izointenzivnih do hiperintenzivnih na T1. Slike T2 variirajo od izo- do -hiperintenzivnih. Dobro diferencirani tumorji so bolj pogosto hiperintenzivni na T1 in izointenzivni na T2. Srednje in slabo diferencirani tumorji so hiperintenzivni na T2 in izointenzivni na T1. Kljub značilnosti prihaja do prekrivanja med tumorjem in obnovitvenimi vozliči.
Prednosti kontrastnih študij morajo biti usklajene s tveganji glede anatomskih in ledvičnih okvar. Jodov kontrast lahko poslabša ledvično odpoved. Gadolinijev kontrast pri magnetni resonanci je povezan s sindromom hude sistemske fibroze pri bolnikih z ledvično odpovedjo.

### Biopsija
V ZDA veljajo sledeče smernice:
Biopsija lezij, sumljivih za JR, je še vedno predmet razprav. Pri bolnikih z velikimi tumorji, ki niso kandidati za operacijo ali presaditev, biopsija pogosto ni indicirana za potrditev diagnoze pred paliativnimi ukrepi, saj so klinični in slikovni dokazi prepričljivi in je biopsija potencialno tvegana.
Pri bolnikih, pri katerih je lezija manjša od 1 cm, je manj kot 50 % lezij malignih in delež lažno negativnih rezultatov je visok. Priporočen je pristop z rednim sledenjem, biopsija ni priporočena.
Pri bolnikih z lezijami v velikosti 1–2 cm naj bi bila izvedena biopsija. Ti bolniki imajo veliko tveganje za malignom. Če je rezultat pozitiven, so kandidati za operacijo, presaditev ali ablacijo. Kot pri manjših lezijah je pomemben delež lažnonegativnih rezultatov in dosledno sledenje je indicirano pri bolnikih z negativnim izvidom biopsije.
Bolniki z lezijami, večjimi od 2 cm, s cirozo, z značilnimi izvidi slikovnih preiskav in povišanimi vrednostmi AFP, ne potrebujejo biopsije. Pri teh bolnikih je treba upoštevati možnost razsoja tumorja. Nekatere skupine zahtevajo biopsijo pred presaditvijo, druge delujejo le na podlagi kliničnih značilnosti. Pri bolnikih z netipičnimi najdbami na slikovnih preiskavah AFP ne bi smel biti precenjen – mnogo bolnikov, ki so imeli presaditev, ni imelo JR.
Pri bolnikih s cirozo, ki so predvideni za operacijo, je bilo preživetje povezano s stopnjo portalne hipertenzije. Pri bolnikih z majhnimi tumorji, vendar hudo stopnjo jetrne okvare, je presaditev boljša izbira.

## Etiologija
Kronični virusni hepatitis (hepatitis B ali hepatitis C ali okužba z obema) je najpomembnejši vzrok JR, razloži približno 85 % primerov. Z alkoholom povzročena poškodba jeter je najpomembnejši nevirusni dejavnik tveganja. Tudi kajenje je dejavnik tveganja. Na južnem Kitajskem in v podsaharski Afriki je uživanje hrane, okužene z glivo, ki proizvaja aflatoksin, okoljska nevarnost, posebno pri posameznikih, okuženih s hepatitisom B. Preobremenitev z železom, posebno pri dedni hemokromatozi, je prav tako eksogeni dejavnik tveganja. Pomanjkanje α-1-antitripsina zelo poveča tveganje za razvoj JR. Debelost lahko skupaj s pridruženima problemoma sladkorne bolezni in nealkoholnega steatohepatitisa poveča tveganje za razvoj JR; brez virusne okužbe. Tveganje za JR se poveča, če je prisotnih več dejavnikov tveganja.
Jetrna ciroza je glavni klinični dejavnik tveganja, ne glede na njeno etiologijo. Ciroze se ne obravnava kot premaligno stanje, ampak kot vzporeden proces maligne transformacije v okoliščinah kronične jetrne bolezni.

### Patofiziologija JR, povezanega s presnovnim sindromom
JR navadno nastane ob cirozi. Dejavniki, ki so povezani z razvojem presnovnega sindroma in JR, so morda neločljivo povezani. Neodzivnost na inzulin povezuje vse komponente presnovnega sindroma in izkazuje glavno vlogo v razvoju NAFLD celo pri vitkih ljudeh z dobro glikemično kontrolo.
Neodzivnost na inzulin preko lipolize in hiperinzulinemije vodi v kopičenje maščobe v jetrnih celicah. Nenormalno kopičenje maščobnega tkiva, sproščanje provnetnih citokinov, zaviranje protivnetnih citokinov in lipotoksičnost spodbujajo sistemsko in jetrno neodzivnost na inzulin, kar vodi v hiperinzulinemijo.
Predlaganih je bilo več mehanizmov, ki se morda dopolnjujejo in pri presnovnem sindromu omogočijo ugodno okolje za razvoj tumorja. To morda razloči patogenezo JR, povezanega z NAFLD od tiste, povezane z okužbami in prekomernim uživanjem alkohola.
- Hiperinzulinemija zvišuje IGF-1 (inzulinski rastni dejavnik 1), ki ima pomembne proliferativne in protiapoptotične učinke. IGF-1 spodbuja angiogenezo preko povečane proizvodnje endotelnega rastnega dejavnika. Ta vodi v proliferacijo rakastih celic. Upregulacija v poti IGF-1/IRS1 prispeva k patogenezi JR.
- PPARs regulira mrežo genov, ki kodirajo beljakovine, vključene v privzem maščobnih kislin, encimov, potrebnih za betaoksidacijo maščobnih kislin in ketogenezo. Pomemben je pri jetrni steatozi in njegova vloga pri karcinogenezi je bila pojasnjena.[5]
- Povečevanje maščobnega tkiva pri debelosti lahko vodi v sproščanje provnetnih citokinov. Presežek visceralne maščobe je neodvisni dejavnik tveganja za ponovitev bolezni po kurativnem zdravljenju. 
  - Interlevkin 6 je povezan z vnetnim odzivom pri debelosti. Aktivira STAT3, ki je močan spodbujevalec celične proliferacije in protiapoptotičnih mehanizmov.
  - Dejavnik tumorske nekroze aktivira proonkogeno pot, vključno z JNK, NF-κB, mTOR in zunajceličnimi signalno uravnavanimi kinazami. Prehranska in genetska debelost spodbujata jetrno vnetje in tumorogenezo preko ojačanja ekspresije interlevkina 6 in dejavnika tumorske nekroze.[5]
- Izražanje protivnetnega citokina adiponektina je pri presnovnem sindromu in NAFLD znižano, zato morda ne uspe zavreti z endotoksini posredovanega vnetnega signaliziranja. Visoke vrednosti krožečega leptina v NAFLD izražajo provnetne in profibrinogene učinke tega stanja.[5]

### Klinične značilnosti JR ob presnovnem sindromu
NAFLD, ki vodi v cirozo, poveča dovzetnost bolnika za nastanek JR. V več poročilih je bilo prikazano, da so bolniki razvili JR iz steatoze brez ciroze. Stopnja razvoja JR iz NAFLD je manjša od tiste, ki nastane zaradi okužb in tveganega uživanja alkohola.
Bolniki, ki razvijejo JR ob presnovnem sindromu, so večinoma moški. Povprečna starost ob diagnozi je višja kot pri JR zaradi drugih vzrokov. JR ob NAFLD je navadno dobro diferenciran z zgodnejšim stadijem ob diagnozi.
Analiza 87 japonskih bolnikov z JR ob presnovnem sindromu je pokazala povprečno starost 72 let. Moški so razvili JR ob manj napredovalem stadiju jetrne fibroze. Kitajska študija je analizirala 169 bolnikov z JR, ki je bil povezan z NAFLD. V več kot 40 % bolnikov se je JR razvil v necirotičnih jetrih.

## Histologija

### Makroskopsko
Večina JR so vozličaste lezije. Makroskopske značilnosti se razlikujejo glede na velikost tumorja in prisotnost oz. odsotnost ciroze. Kadar je prisotna ciroza, ima JR pogosto fibrozno psevdokapsulo. V necirotičnih jetrih je večinoma nekapsuliran. JR je mehkejši kot jetra in je lahko uni- ali multifokalen.
Multifokalnost je določena kot tumorski vozliči, ki jih jasno razločuje neneoplastično jetrno tkivo. Multifokalni tumorji pomenijo več tumorjev, ki se pojavijo sočasno (multicentrični JR) ali znotrajjetrni zasevki iz primarnega tumorja.
Unifokalni tumorji lahko rastejo kot posamezni vozliči ali kot skupki približanih in neprekinjenih posameznih vozličev.
- Termin »masivni« JR opisuje tumor, ki raste kot velika, dominantna masa, z ali brez majhnih satelitskih vozličev.
- »Pecljati« JR je določen kot tumorska masa, ki štrli iz jeter, z ali brez peclja. JR, ki zaseva v desno nadledvično žlezo, lahko posnema pecljati JR.
- »difuzni« ali »cirotomimetični« JR je redek vzorec rasti JR, pri katerem so mnogi majhni tumorski vozliči razporejeni čez celotna jetra v razpršenem vzorcu, ki je zelo podoben obnovitvenim vozličem jetrne ciroze.[1]

Makroskopski videz JR je lahko spremenjen zaradi različne stopnje nekroze in tumorskega vraščanja v portalne ali jetrne vene. Proizvodnja žolča ali maščobe in kopičenje citoplazmatskega materiala kot je glikogen, lahko vplivajo na makroskopski opis.

### Histopatologija (mikroskopsko)

#### Klasični JR
JR je sestavljen iz tumorskih celic, ki običajno spominjajo na jetrne celice. Stroma je sestavljena iz sinusoidom podobnih krvnih prostorov, ki jih obdaja ena plast endotelnih celic. Te za razliko od normalnih jeter izražajo kapilarizacijo – podobne so normalnim kapilaram, vključno z imunohistokemično pozitivnimi CD 34, s faktorjem VII povezanim antigenom, subendotelijskim lamininom in kolagenom tipa VI. Preiskava ultrastrukture je pokazala bazalni membrani podobno strukturo med endotelnimi celicami in tumorskimi trabekulami.
Krvna oskrba izvira iz novonastalih arterij, ki se imenujejo neparne ali netriadne arterije, saj niso del portalnega polja. Portalnih polj v tkivu JR ni, razen kadar se tumor nahaja na obrobju in so portalna polja ujeta med neoplastične celice.
JR se razlikuje po arhitekturi in citološko. Različni vzorci arhitekture in citološke variante so pogosto kombinirani. Imunohistokemično je za JR značilna citoplazmatska pozitivnost s protitelesi za karbamoil-fosfat sintetazo-1 (HepPar1) – pozitivnih je okrog 90 % vseh JR. Pozitivnost je manj pogosta pri slabo diferenciranem ali skiroznem JR. Kanalikularen vzorec se lahko opazi pri imunohistokemičnem barvanju s poliklonalnimi protitelesi za karcinoembrionalni antigen ali protitelesa za CD 10 ali ABCB1/MDR1. JR je pogosto pozitiven za AFP, fibrinogen in keratine 8 in 18. Navadno je negativen na keratine 19 in 20 in epitelijski mebranski antigen.

##### Arhitekturni vzorci
- Trabekularni vzorec: najpogostejši v dobro- in srednje- diferenciranih JR. Tumorske celice rastejo v nizih različne debeline, ki jih ločujejo sinusoidom podobni krvni prostori. Dobro diferencirani tumorji imajo tanek trabekularen vzorec. Trabekule postajajo debelejše z de-diferenciacijo. Sinusoidom podobni krvni prostori včasih kažejo različen nivo razširitve, ali pa jih je težko prepoznati, saj jih stisnejo tumorske celice. Retikulinsko barvanje ali imunohistokemija na CD 34 pomagata prepoznati trabekularni vzorec.[1]
- Psevdožlezni ali acinarni vzorec: JR ima pogosto žlezam podoben vzorec, ki mu je pogosto pridružen trabekularni vzorec. Žlezam podobne strukture so imenovane psevdožleze ali psevdoacinusi, saj niso prave žleze, ampak modificirani, nenormalni žolčni kanalčki med tumorskimi celicami. Strukturo tvori večinoma ena plast tumorskih celic. Psevdožleze pogosto vsebujejo beljakovinsko tekočino, ki se obarva pri PAS-u, vendar ne z mucikaminom ali alzaško modrim. Lahko je prisoten žolč. Cistična razširitev psevdožlez je vidna včasih, občasno jo tvori degeneracija debelih trabekul. Psevdožlezne strukture so manjše v dobro-diferenciranih tumorjih glede na srednje diferencirane tumorje, kjer so večje.[1]
- Kompaktni vzorec: sinusoidom podobni krvni prostori niso razpoznavni in so špranjasti, kar daje tumorju videz trdnosti. Kompaktni vzorec je običajen za slabo diferencirane tumorje.[1]

##### Citološke variante
- Pleomorfne celice: tumorske celice izražajo raznolikost v celični in jedrni velikosti, obliki in barvanju. Bizarne večjedrne ali enojedrne celice velikanke so pogosto prisotne, osteoklastom podobne celice velikanke vidimo redko. Na splošno pleomorfnim tumorskim celicam manjka povezanosti, ne kažejo razločnega trabekularnega vzorca in so značilne za slabo diferencirane tumorje.[1]
- Svetle celice: tumorske celice imajo svetlo citoplazmo zaradi oblice glikogena. Če je tumor sestavljen pretežno iz teh celic, jih je včasih težko razlikovati od zasevkov ledvičnega karcinoma svetloceličnega tipa. V pomoč so klinična informacija in imunohistokemija.[1]
- Vretenaste celice: prisotne so v sarkomatoidnem JR.[1]

##### Druge lastnosti
- Razpršena maščobna sprememba je najpogostejša v majhnih tumorjih v zgodnjem stadiju (< 2 cm premera). Njena pogostost se zmanjšuje z večanjem premera tumorja in je neobičajna v napredovalih tumorjih. Presnovne motnje, povezane s karcinogenezo JR in nezadostna krvna oskrba v zgodnjih neoplastičnih stadijih so bile predlagane kot možna mehanizma maščobne spremembe v manjših tumorjih.[1]
- Občasno je prisoten žolč, navadno kot zamašek v razširjenih kanalčkih ali psevdožlezah. Ko je produkcija žolča velika, je tumor rumenkast in se po fiksaciji v formalinu obarva v zeleno.[1]
- Mallory-Denkova telesca (retikularna hialina telesca) so intracitoplazmatska, nepravilne oblike, eozinfilna in PAS negativna.[1]

#### Posebni tipi karcinoma

##### Fibrolamelarni karcinom
Fibrolamelarni karcinom je značilen jetrni rak otrok in mladih odraslih. Od klasičnega JR se razlikuje na klinični, histološki in molekularni ravni. Redek je v Aziji in Afriki, pogostejši je v Evropi in Severni Ameriki. Obsega 0,5-0,9 % primarnih jetrnih rakov. Pojavi se v necirotičnih jetrih, etiologija in dejavniki tveganja niso znani, oba spola prizadene enako. Prognoza je boljša kot pri tipičnem JR, ki se pojavi v cirotičnih jetrih, vendar podobna tipičnemu JR v necirotičnih jetrih.

##### Skirozni JR
Približno 5 % JR izraža brazgotinski vzorec rasti, ki ga označuje obilna fibroza vzdolž sinusoidom podobnih krvnih prostorov z različnimi stopnjami atrofije tumorskih trabekul. Večina teh tumorjev se pojavi takoj pod jetrno ovojnico. V primerih multifokalnih karcinomov nekateri tumorski fokusi izkazujejo skirozni vzorec rasti, drugi klasičnega. Skiroznega tipa JR ne smemo zamenjati s holangiokarcinomom ali fibrolamelarnim karcinomom. Podobne fibrotične spremembe se lahko zgodijo po kemoterapiji, obsevanju in TAKE.

##### Nediferenciran karcinom
Nediferencirani karcinomi so tumorji, ki so primarni jetrni tumorji in se jih na podlagi imunohistokemije lahko diagnosticira kot karcinome, ampak se jih ne da klasificirati naprej.
Nediferencirani karcinomi so redki, obsegajo manj kot 2 % epitelnih jetrnih tumorjev. Pogostejši so pri moških. O geografski razširjenosti ni podatkov. Lokalizacija, klinične značilnosti, simptomi in znaki ter diagnostične metode ne kažejo razlik glede na JR.

##### Limfoepiteliomu podoben karcinom
To je redek tip JR s pleomorfnimi tumorskimi celicami, ki so pomešane s številnimi limfociti. Tumorske celice so majhne, s fokalno sincicijsko rastjo. V nekaterih, vendar ne vseh primerih, so tumorske celice pozitivne za virus Epstein-Barr.

##### Sarkomatoidni JR
Včasih je JR delno ali popolnoma sestavljen iz malignih vretenastih celic in ga je težko razločiti od različnih sarkomov. Kadar sarkomatoidne značilnosti tako izstopajo, se tumor imenuje sarkomatoidni JR. Te spremembe so bolj pogoste pri bolnikih, ki so prejemali kemoterapijo ali TAKE.

### Stopnje
Histološka stopnja JR temelji na tumorski diferenciaciji. Prepoznani so dobro diferenciran, srednje diferenciran, slabo diferenciran in nediferenciran tip.

#### Dobro diferenciran JR
Ta je najpogostejši v majhnih tumorjih v zgodnjem stadiju (< 2 cm) in redek v napredovalih tumorjih. Lezija je sestavljena iz celic z blago atipijo in povečanim razmerjem jedro : citoplazma v tankem trabekularnem vzorcu, pogosto s psevdožleznimi strukturami. Maščobna sprememba je pogosta. V večini tumorjev s premerom > 3 cm je dobro diferenciran karcinom viden samo na obrobju, če sploh.

#### Srednje diferenciran JR
Srednje diferenciran JR je najpogostejši v tumorjih, katerih premer je večji od 3 cm. Označuje ga trabekularna rast treh ali več celic v debelini. Tumorske celice imajo obilno eozinofilno citoplazmo in okrogla jedra z razločnimi jedrci. Psevdožlezni vzorec je pogost, psevdožleze pogosto vsebujejo žolč ali beljakovinsko tekočino.

#### Slabo diferenciran JR
Slabo diferenciran JR, ki je izjemno redek v majhnih tumorjih v začetnem stadiju, raste v soliden vzorec brez razločnih sinusoidom podobnih krvnih prostorov. Samo režam podobne krvne žile so vidne v velikih tumorskih gnezdih. Neoplastične celice kažejo povečano razmerje jedro : citoplazma in pogosto srednji do obsežen pleomorfizem.

#### Nediferenciran JR
Nediferencirane tumorske celice vsebujejo malo citoplazme, so vretenaste ali okrogle oblike in izkazujejo solidno rast.
Edmondson in Steiner sta klasificirala JR na lestvici s stopnjami od 1 do 4 na osnovi jedrne in celične atipije.
JR se lahko histološko razlikuje znotraj enega vozliča. V pojmu histološke stopnje je večina primarnih rakastih vozličev, katerih premer je manjši od 1 cm, enotno dobro diferenciranih. 40 % vozličev s premerom od 1 do 3 cm je sestavljenih iz različnih tipov neoplastičnega tkiva z različnimi histološkimi stopnjami. Manj diferencirana tkiva so vedno znotraj, obkrožena z dobro diferenciranimi tumorji. Slabo diferencirana tkiva prevladajo, ko se premer tumorja povečana nad 3 cm. Stromalne spremembe med napredovanjem tumorja vključujejo povečano frekvenco neparnih arterij in kapilarizacijo sinusoidov. To sovpada s povečano arterijsko oskrbo na slikovni diagnostiki.

## Zdravljenje
Obravnava bolnika z JR najboljše poteka v multidisciplinarnem timu. Temelj zdravljenja je radikalna jetrna operacija, vendar večina bolnikov zanjo ni primerna zaradi obsega tumorja ali stopnje jetrne okvare.

### Algoritmi zdravljenja
Prognoza JR odseva značilnosti tumorja (velikost, lokacijo, tumorsko biologijo) in stopnjo osnovne jetrne bolezni. Težko je narediti algoritem, saj se nova zdravljenja in njihove indikacije spreminjajo zelo hitro. Terapevtski pristopi se razlikujejo glede na dostopnost metod.

### Klasifikacija
Zamejitvene klasifikacije za zdravljenje so zapletene, saj veliko teh sistemov (TNM, AJCC/UICC) temelji na kirurških najdbah.
Klasifikacija BCLC je glavni pristop k JR in klasificira bolnike z JR v štiri stadije: zgodnji, srednji, napredovali in terminalni.
Mnogo se jih z nekaterimi principi algoritma ne strinja. Večina omejitev BCLC se navezuje na stadija B in C: 
- Milanski oz. Mazzaferrijevi kriteriji za presaditev pri JR (npr. posamičen tumor ≤ 5 cm ali do trije tumorji, vsi ≤ 3 cm) niso eksplicitno vključeni, čeprav so široko sprejeti. Glede na BCLC kriterij so kandidati za presaditev samo bolniki s tremi vozliči ≤ 3 cm in brez pridruženih bolezni. Razpravlja se o razširitvi kriterijev za presaditev za JR, o uporabnosti Milanskih kriterijev ni razprav.[3]
- BCLC ne opredeli vrednosti operacije za določene podskupine bolnikov z JR, ki bi imeli korist od tega pristopa, vključno z bolniki, ki so opredeljeni kot »zgodnji stadij« (s posameznimi tumorji > 2 cm ali multiplimi vozliči) in »srednjim stadijem« (bolniki z večvozličnimi tumorji, ampak dobrim performance statusom).

V veliki multicentrični študiji med 2046 bolniki z JR, ki so bili operirani v visokovolumskih centrih, jih polovica ni bila usmerjenih po BCLC, vendar je bilo preživetje dosti boljše, kot je predvidel BCLC (5-letno preživetje je bilo 61 % za stadij 0/A, 57 % za stadij B in 38 % za bolnike s stadijem C, skupna 90-dnevna smrtnost je bila < 3 %).
Veliki tumorji ne vplivajo na preživetje, kadar ni vraščanja v žile (npr. T1 tumorji glede na TNM zamejitev AJCC/UICC). Bolniki s T2 tumorji (posamičen tumor z vraščanjem v žile ali multipli tumorji, ne večji od 5 cm) so kandidati za operacijo, kadar to dovoljuje jetrna funkcija. Drugi so pokazali korist operacije pri bolnikih s posameznim JR, večjim od 5 cm v premeru in pri izbranih bolnikih s tumorjem ≥ 10 cm.
Jetrna funkcija je ocenjena glede na kriterij Child-Pugh.
Konsenz na kongresu AHPBA/AJCC leta 2010 je svetoval uporabo BCLC pri internističnih bolnikih z napredovalo jetrno boleznijo, ki niso kandidati za presaditev ali operacijo (z nasvetom o pazljivosti glede bolnikov s stadijem B in C, od katerih so morda primerni za operacijo ali presaditev) in zaključil, da je AJCC/UICC klasifikacija veljavna zamejitev JR pri bolnikih, ki so bili operirani.

### Operacija
Potencialno kurativna jetrna operacija je optimalno zdravljenje za bolnike z JR, ki imajo primerno jetrno funkcijo. Idealen bolnik za operacijo ima posamičen JR, omejen na jetra, brez vraščanja v jetrno žilje, nima portalne hipertenzije in ima dobro ohranjeno jetrno funkcijo. Dolgoročno preživetje brez ponovitve bolezni je višje od 40 % in 5-letno preživetje znaša tudi 90 % pri skrbno izbranih bolnikih.
Predoperativna ocena mora obsegati lokalno omejenost oz. razsoj bolezni, in ali anatomske razmere in jetrna funkcija omogočajo operacijo.
Ni splošnega pravila primernosti za operacijo glede na samo velikost tumorja. Bolniki s posamičnim JR brez vraščanja v žile imajo podobno verjetnost preživetja ne glede na velikost tumorja, čeprav imajo bolniki z manjšimi tumorji nekoliko boljše preživetje.
Glede na zamejitveni sistem AJCC/UICC za JR velja, da stadiji IIIB, IIIC, IVA ali IVB niso ozdravljivi z operacijo. Stadiji so določeni glede na vraščanje v glavne portalne ali jetrne vene, direktno vraščanje v organe (razen žolčnika), infiltracijo visceralnega peritoneja, bezgavk ter oddaljenimi zasevki.
Operacija za stadije IIIB, IIIC in IVA pride v poštev pri zelo redkih in izbranih bolnikih, in samo v visokovolumskih centrih. Klinična korist in dolgoročno preživetje sta dosegljiva pri redkih bolnikih.
Čeprav redka situacija razpoka tumorja narekuje visoko verjetnost peritonealnega zasevanja in slab izid operacije, to ni nujno. Več retrospektivnih serij je pokazalo nizko, vendar jasno dolgoročno preživetje po operaciji v takšnih situacijah. Najpogostejši pristop je kontrola krvavitve (ki morda zahteva embolizacijo ali urgentno operacijo). Tej sledi zamejitev in operacija, če je možna. Ocena jetrne rezerve je poglavitna za odločitev o operaciji. Smrtnost v perioperativnem obdobju je je dvakrat višja pri bolnikih s cirozo kot pri tistih brez nje. Za bolnike s cirozo je operacija najvarnejša pri teh s Child-Pugh A, ki imajo normalno raven bilirubina in dobro ohranjeno jetrno funkcijo. Pri bolnikih, ki potrebujejo veliko operacijo (odstranitev 3 ali več jetrnih segmentov), je priporočljivo opraviti jetrno volumetrijo, treba je razmisliti o embolizaciji portalne vene. Operacija pri bolnikih Child-Pugh B ostaja kontroverzna.

### Presaditev jeter
Primerna je za bolnike z zgodnjo fazo JR in napredovalo jetrno boleznijo – za tiste, ki ne bi prenesli operacije ali imajo posamezen JR ≤ 5 cm v premeru ali do tri ločene lezije, od katerih nobena ni večja od 3 cm, brez dokazov za makroskopsko žilno vraščanje in so brez lokalnih in oddaljenih zasevkov – upošteva se Milanske kriterije.
Glavna pomanjkljivost presaditve (poleg doživljenjskega jemanja zaviralcev imunske odzivnosti in njihovih tveganj) je dolgo čakanje na donorski organ. Pomanjkanje organov je v ZDA vplivalo na oblikovanje sheme, po kateri ima prioriteto najbolj bolan človek.
Ne glede na prioriteto je lahko čakalna doba več mesecev. Premostitvene terapije kot so TAKE, RFA ali premostitvena operacija so razumni pristopi med čakanjem, da se ohrani bolnikova ustreznost.

### Lokalne ablacijske metode

#### Radiofrekvečna ablacija
RFA pomeni lokalno dovajanje radiofrekvenčne termalne energije na lezijo. Visokofrekvenčni izmenični tok se premika v vrha elektrode v okolno tkivo. Ko ioni v tkivu poskušajo slediti spremembam v smeri izmeničnega toka, njihovo gibanje povzroči trenje, ki segreva tkivo. Ko se temperatura v tkivu dvigne nad 60 °C, celice začnejo odmirati, kar vodi v nekrozo v področju ob elektrodi.
RFA je možnost za bolnike z lokalno omejenim tumorjem, ki niso primerni za operacijo. Ni absolutne tumorske velikosti, nad katero RFA ne bi smeli izvajati, vendar so rezultati najboljši pri bolnikih s posamičnim tumorjem, katerega premer znaša manj kot 4 cm. Pri bolnikih s cirozo nekateri kliniki omejujejo RFA na te s Child-Pugh razredoma A in B. RFA je lahko tudi premostitvena terapija, ki zmanjša delež izpada zaradi napredovanja tumorja.
Korist RFA pri bolnikih s potencialno operativno ozdravljivim JR ostaja kontroverzna. Večina kinikov meni, da je operacija boljša, če je izvedljiva.

#### Transarterijska kemoembolizacija
Glavna žilna oskrba JR izhaja iz jetrne arterije. Zato so se razvile tehnike, ki onemogočijo krvno zalogo tumorja ali vanj dovedejo citotoksično terapijo. TAKE vključuje injekcijo kemoterapevtika (z ali brez lipiodola ali prokoagulanta) v jetrno arterijo. Lipiodol je oljno kontrastno sredstvo, ki povzroči intramuralno zadrževanje kemoterapevtika. Sodobnejše metode kemoembolizacije vključujejo uporabo polivinilskih alkoholnih mikrosfer, ki izločajo zdravilo. Uporablja se za zdravljenje velikih neoperabilnih tumorjev, ki niso primerni za RFA. Uporablja se tudi kot premostitvena terapija za neoperabilne tumorje in lokalne ponovitve JR.
Južnokorejske smernice dajejo široke indikacije za TAKE zaradi visoke prevalence hepatitisa B v njihovi populaciji. Vključujejo zdravljenje bolnikov z dobrim performance statusom in JR brez makrovaskularnega vraščanja ali zunajjetrnega širjenja, ki niso primerni za operacijo, presaditev, RFA ali perkutano ablacijo z etanolom.
Absolutne kontraindikacije za TAKE vključujejo trombozo portalne vene, encefalopatijo in zaporo odtoka žolča. Relativne kontraindikacije so:
- serumski bilirubin >34 µmol/L,
- laktatna dehidrogenaza > 7 µkat/L,
- aspartatna aminotransferaza > µkat/L,
- tumorsko breme zajema > 50 % jeter,
- srčno popuščanje ali ledvična odpoved,
- ascites, krvavitev iz varic, huda trombocitopenija.[3]

#### Transarterijska kemoembolizacija z radiofrekvenčno ablacijo
Kombiniranje RFA in TAKE lahko teoretično preseže omejitve RFA. Ni dokaza, da je kombinacija boljša kot TAKE sam.

#### Perkutana ablacija z etanolom
Perkutana ablacija z etanolom je primerna za bolnike z majhnim tumorjem, ki niso kandidati za operacijo zaradi slabe funkcionalne jetrne rezerve. Podobne rezultate daje tudi perkutana ablacija ocetne kisline, ki ima manj stranskih učinkov kot etanol.

#### Krioablacija
Krioablacija je aplikacija izmenjujočih se ciklusov zamrzovanja in odtajevanja preko kriosonde, vstavljene v tumor. Najpogosteje se uporablja pri bolnikih, pri katerih je med operacijo ugotovljena neoperabilnost tumorja. Bolj primerna kot RFA je takrat, ko je verjetnost termične poškodbe visoka ali se tumor nahaja zelo obrobno.

### Radioterapija in stereotaktična radioterapija
JR je radiosenzibilen tumor, vendar je v organu, ki je zelo radiosenzibilen. Jetra lahko prenesejo sevanje približno 20 Gy. Novejše stereotaktične tehnike omogočijo obsevanje z do 100 Gy. Teleradioterapija in stereotaktična RT sta primerni za bolnike s trombozo portalne vene.

### Radioembolizacija
Radioembolizacija je način obsevanja, ki vključuje radioaktivne izotope (z jodom 131 označen lipiodol ali z itrijem 90 označene steklene mikrosfere). Te se v tumor dovede selektivno preko jetrne arterije.

## Sistemska terapija

### Molekularno usmerjena terapija – sorafenib
Multicentrična evropska randomizirana študija SHARP je prikazala skromno, vendar statistično pomembno preživetje za sorafenib (večtarčni zaviralec tirozinske kinaze) glede na podporne ukrepe pri bolnikih z napredovalim JR. Ti podatki so sorafenib uvedli kot monoterapijo pri napredovalem JR. Nove študijo preverjajo učinkovitost kombinacije sorafeniba in doksorubicina. Rezultati študij o sorafenibu kot dodatku k nekirurškim lokalnim terapijam so razočaranje.

### Citotoksična kemoterapija
Kemoterapija se pri bolnikih z JR ne uporablja rutinsko: 
- JR je odporen na kemoterapijo, verjetno zaradi izražanja visokega deleža genov za proteine p-glikoprotein, glutation-S-transferaza, proteine toplotnega šoka in mutacij v p53.
- Težko je oceniti korist kemoterapije pri bolnikih z napredovalim JR, saj preživetje ni določeno z agresivnostjo tumorja ali z učinkom sistemskega zdravljenja, ampak s stopnjo jetrne okvare. Sistemsko kemoterapijo običajno slabo prenašajo bolniki s hudo jetrno okvaro.
- Klinične študije kemoterapije pri napredovalem JR so bile izvedene na različnih populacijah. Kot primer, bolniki v azijskih študijah so mlajši, z dobro uravnano jetrno cirozo zaradi pogostejšega hepatitisa B kot hepatitisa C. Severnoameriški in evropski bolniki so tipično starejši kot 60 let, z alkoholno cirozo, pogostejšim hepatitisom C kot B in sočasnimi boleznimi. To se povezuje s prenašanjem kemoterapije, odmerkom in poročanim profilom stranskih učinkov. V študijah, ki imajo stroge pogoje za vstop, so ti rezultati uporabni samo za manjšino zahodnih bolnikov, ki imajo dobro ohranjeno jetrno funkcijo. Kemoterapija je manj učinkovita pri bolnikih s hudo cirozo. Zahodne smernice je ne priporočajo.[3]

Ponovna aktivacija virusnih hepatitisov se lahko zgodi pri bolnikih z JR, ki prejemajo intenzivno kemoterapijo, zato je pomembno vzdrževati protivirusno zdravljenje.